# Jacky Terrasson
Pour les articles homonymes, voir Terrasson.
Jacques-Laurent Terrasson né le 27 novembre 1965 à Berlin, est un pianiste de jazz germano-américain, plus connu sous le nom de Jacky Terrasson.

## Biographie
Jacky Terrasson naît le 27 novembre 1965 en Allemagne. Sa mère, décoratrice d'intérieur, est américaine et son père, informaticien, est français.
Il habite à Paris jusqu'à l'âge de vingt ans, et fait ses études au lycée Lamartine. Il commence à l'âge de cinq ans des études de piano classique, et s'initie au jazz avec Jeff Gardner et Francis Paudras, photographe et pianiste amateur, ami de Bud Powell.
En 1984, sur les conseils de Francis Paudras, il obtient une bourse de deux semestres pour étudier le jazz au Berklee College of Music à Boston. Il y rencontre les pianistes Ray Santisi (en) et Danilo Pérez, le saxophoniste Javon Jackson (en), et le guitariste Mark Whitfield.
Il se produit régulièrement au Wally's, un club de jazz de Boston, où il joue de l'orgue B-3, avant d'obtenir un engagement de dix mois au Blondie's, un club de Chicago, avec le bassiste Dennis Carroll.
Il revient en France en 1988 pour effectuer son service militaire en tant que barman chez les parachutistes, « une totale perte de temps », continue à se produire en clubs, et accompagne en tournées les chanteuses Dee Dee Bridgewater et Abbey Lincoln.
Il retourne à New York en 1990 où il rejoint le groupe d'Art Taylor pendant un an et demi.
En 1992, il enregistre le premier disque sous son nom, en quartette (avec le saxophoniste Antoine Roney, le contrebassiste Ugonna Ukegwo (en) et le batteur Leon Parker) pour le label Jazz aux Remparts.
Il remporte en 1993 le prestigieux concours international de piano jazz Thelonious Monk.
La même année, il rencontre Betty Carter lors de la séance d'enregistrement du premier album de son ami Javon Jackson When The Time is Right, et l'accompagne pendant une tournée mondiale de dix mois.
En 1995, The New York Times cite Jacky Terrasson « parmi les artistes qui pourraient changer la culture du jazz des trente prochaines années », et plusieurs maisons de disques commencent à s'intéresser au jeune pianiste. C'est finalement avec le label Blue Note qu'un accord est trouvé.
En 1998, il participe au Betty Carter’s Jazz Ahead, une résidence internationale de musiciens et de compositeurs de jazz au John F. Kennedy Center for the Performing Arts à Washington.
Jacky Terrasson a longtemps collaboré avec le batteur et percussionniste Leon Parker et le contrebassiste Ugonna Okegwo au sein du trio dont il est leader.
En 2007 paraît Mirror, son premier album en piano solo.
En 2012, il engage deux jeunes musiciens américains dans son nouveau groupe : le contrebassiste Burniss Earl Travis (Robert Glasper, Logan Richardson, Tony Tixier...) et le batteur Justin Faulkner (Branford Marsalis, Kurt Rosenwinkel...)

## Prix et distinctions
- 1993 : Award du concours international de piano jazz Thelonious Monk.
- 1995 : Prix Boris-Vian de l'Académie du jazz pour l'album Jacky Terrasson (Blue Note Records).
- 2003 : Prix Django-Reinhardt dans la catégorie musicien de jazz français de l'année.
- 2003 : Victoires du jazz dans la catégorie meilleur album de jazz français de l'année pour l'album Smile, Blue Note Records.
- 2003 : Double Django d'or dans les catégories album de l'année (Smile) et artiste de l’année.

## Style
- Si vous ne connaissez pas le sujet, laissez ce bandeau (vous pouvez alors contacter les auteurs).
- Si vous supprimez le contenu mis en cause (vous pouvez préalablement contacter les auteurs),

argumentez précisément cette suppression dans la page de discussion
(un manque de référence n'est pas un argument ; une recherche réelle de référence doit avoir été effectuée, être formellement documentée).
Le style de Jacky Terrasson est fondé sur l’expressionnisme propre au bebop, sans y être confiné : lyrisme mélodique, tension harmonique, vélocité dans les tempos rapides, intimité dans les ballades. L'influence du jazz moderne est aussi évidente dans son répertoire, qui contient des thèmes de Thelonious Monk (Blue Monk) ou des standards que ce dernier affectionnait particulièrement (Just a gigolo), ainsi que des thèmes de Bud Powell (Parisian Thoroughfare). Ces deux musiciens semblent objectivement constituer les influences majeures du jeu de Jacky Terrasson, qui démontre une maîtrise remarquable de leur discours musical.
Mais d'autres sources d'inspiration contribuent aux spécificités du style de Jacky Terrasson : la musique française du
début du siècle (Ravel, Poulenc), la chanson française (Charles Trenet). La première se traduit par un sens
particulier des couleurs harmoniques, la deuxième apporte des occasions de pratiquer l'art de la déconstruction musicale,
dans un grand respect de la beauté originale de l'œuvre (album À Paris).
Le style de Jacky Terrasson est très percussif, tant dans l'attaque de l'instrument que dans la variété des rythmes utilisés (binaires ou ternaires, signatures impaires), d'un thème à l'autre, ou au sein de la même improvisation. Ses arrangements de Caravan comportent souvent un passage où les structures intérieures du piano sont utilisées comme des tambours. On notera aussi une capacité assez unique à changer instantanément l'intensité sonore, passant typiquement de fortissimo à pianissimo, ce qui établit un jeu quasi-physique avec l'auditeur.

## Discographie

### En tant que leader ou co-leader
- 1991 : Moon & Sand avec Tom Harrell Jazz Aux Remparts (Scène nationale de Bayonne et du sud-aquitain) JAR 64007
- 1993 : What's New - Jazz aux Remparts (Scène nationale de Bayonne et du sud-aquitain) JAR 64003
- 1993 : Jacky Terrasson avec Leon Parker (d) et Ugonna Okegwo (b) Blue Note Records
- 1996 : Reach avec Leon Parker et Ugonna Okegwo Blue Note Records
- 1997 : Rendezvous (en) avec Cassandra Wilson, Lonnie Plaxico, Mino Cinelu Blue Note Records
- 1998 : Alive avec Leon Parker et Ugonna Okegwo Blue Note Records
- 1999 : What It Is (également édité sous le titreWhere It's At) avec Michael Brecker, Jay Collins, Mino Cinelu, Adam Rodgers, Xiomara Laugarts Blue Note Records
- 2001 : À Paris avec Stefano Di Battista, Minino Garay, Biréli Lagrène Blue Note Records
- 2001 : Kindred avec Stefon Harris Blue Note Records
- 2002 : Lover Man avec Leon Parker et Ugonna Okegwo, enregistré en concert en novembre 1993 Venus Records (en)
- 2002 : Smile avec Sean Smith, Rémi Vignolo, Eric Harland Blue Note Records
- 2003 : Into the Blue avec Emmanuel Pahud Blue Note Records
- 2007 : Mirror solo, enregistrements réalisés entre 2003 et 2006 Blue Note Records
- 2010 : Push avec Ben Williams (b), Jamire Williams (d), Grégoire Maret (harm), Jacques Schwarz-Bart (as) Concord Jazz
- 2012 : Close To You avec Rigmor Gustafsson, en hommage à Dionne Warwick ACT Music
- 2012 : Gouache (en) avec Michel Portal, Stéphane Belmondo, Cécile McLorin Salvant EmArcy Records
- 2015 : Take This avec Sly Johnson, Burniss Travis, Lukmil Perez, Adama Diarra Impulse!
- 2016 : Mother avec Stéphane Belmondo Impulse!
- 2019 : 53 (Blue Note Records)
- 2024 : Moving On avec Camille Bertault (Naïve)

### En tant que sideman
- 1990 : Guy Lafitte, The Things We Did Last Summer (Black & Blue Records).
- 1990 : Barney Wilen, Paris Moods Alfa Jazz ALCR-73
- 1990 : La Velle, Straight Singin' Omd CD1528
- 1991 : Ray Brown, New Two Bass Hits Capri #74034-2
- 1991 : Pierre Boussaguet Pierre Boussaguet Quintet Jazz aux Remparts JAR 64002
- 1991 : Wallace Roney Seth air Muse MCD5441
- 1992 : Sebastian Whittaker One for Bu justice record jr0203-2
- 1992 : Antoine Roney The Traveller Muse MCD5469
- 1992 : Jesse Davis (en), As We Speak (Concord Jazz).
- 1993 : Javon Jackson, When the Time is Right
- 1993 : Grand Central, Sax Storm
- 1994 : Cindy Blackman, Telepathy
- 1994 : Eddie Harris, Freedom Jazz Dance
- 1995 : Javon Jackson, For One Who Knows
- 1996 : Jimmy Scott, Heaven (Sire Records).
- 1996 : Bob Belden, Shades of Blue, Blue Note Records
- 1997 : Jaz Klash, Thru the Haze
- 1998 : Bande originale du film Primary Colors de Mike Nichols.
- 1998 : Cindy Blackman, In The Now
- 1999 : Charles Aznavour, Jazznavour (Alcinter Records).
- 1999 : Jon Hassell, Fascinoma
- 2000 : Cindy Blackman, A Lil' Somethin' Somethin'
- 2001 : Stefano Di Battista, Stefano Di Battista, Blue Note Records
- 2001 : Leon Parker, The Simple Life
- 2005 : Ry Cooder, Chávez Ravine
- 2006 : Sylvain Luc, Joko (Dreyfus Records)
- 2007 : Ry Cooder, My Name Is Buddy (Nonesuch Records)
- 2009 : Ibrahim Maalouf, Diachronism (Mis'Ter Productions)
- 2018 : Philippe Gaillot , Be Cool (Ilona Records – LIR 8369345)
- 2021 : Philippe Gaillot , CassIstanmbul (That Sound Records)

## Filmographie

### En tant que compositeur
- 2013 : Mae West, de Charles Guérin Surville
- 2019 : La Sincérité, de Charles Guérin Surville[9]
- 2020 : Follia, de Charles Guérin Surville

### En tant qu'acteur
- 1986 : Autour de minuit de Bertrand Tavernier
- 2013 : Mae West, de Charles Guérin Surville
- 2019 : La Sincérité, de Charles Guérin Surville[9]